# Corre-soques perlat
El corre-soques perlat (Margarornis squamiger) és una espècie d'ocell de la família dels furnàrids (Furnariidae).

## Hàbitat i distribució
Habita la selva pluvial de les muntanyes des de Colòmbia i oest de Veneçuela, cap al sud, a través dels Andes d'Equador i el Perú fins al centre de Bolívia.